# Casbia asinina
Casbia asinina är en fjärilsart som beskrevs av W. Warren 1906. Casbia asinina ingår i släktet Casbia och familjen mätare. Inga underarter finns listade i Catalogue of Life.